# Литвинова Марія Єгорівна
Марія Єгорівна Литвинова (1926?) — українська радянська діячка, свинарка радгоспу «Забойщик» Попаснянського району Ворошиловградської (Луганської) області. Герой Соціалістичної Праці (22.10.1949). Депутат Верховної Ради СРСР 4-го скликання.

## Життєпис
Народилася в селянській родині.
З 1940-х років — свинарка свинарського радгоспу «Забойщик» Лисичанського (потім — Попаснянського) району селища Комишуваха Ворошиловградської (Луганської) області. У 1948 році виростила за рік від 10 свиноматок по 25 поросят в середньому на свиноматку, при середній живій вазі поросяти у двомісячному віці 15 кілограмів.
Потім — на пенсії в смт.Комишуваха Попаснянського району Луганської області.

## Нагороди
- Герой Соціалістичної Праці (22.10.1949)
- орден Леніна (22.10.1949)
- ордени
- медалі